# Peneda / Gerês
Peneda / Gerês este o arie protejată (sit de importanță comunitară - SCI) din Portugalia întinsă pe o suprafață de 89.574,23 ha, integral pe uscat.

## Localizare
Centrul sitului Peneda / Gerês este situat la coordonatele 41°45′47″N 8°14′30″W / 41.7631°N 8.2416°V.

## Înființare
Situl Peneda / Gerês a fost declarat site de importanță comunitară în iunie 1997 pentru a proteja 8 specii de plante și 75 de specii de animale.

## Biodiversitate
Situată în ecoregiunile atlantică și mediteraneană, aria protejată conține 24 de habitate naturale: Ape stătătoare oligotrofe până la mezotrofe, cu vegetație de Littorelletea uniflorae și/sau de Isoëto-Nanojuncetea, Lacuri eutrofice naturale cu vegetație de tip Magnopotamion sau Hydrocharition, Cursuri de apă de la nivel de câmpie la nivel montan, cu vegetație Ranunculion fluitantis și Callitricho-Batrachion, Râuri cu maluri nămoloase cu vegetație de Chenopodion rubri p.p. și Bidention p.p., Pajiști umede nord-atlantice, Pajiști umede atlantice temperate, Pajiști uscate europene, Lande oro-mediteraneene cu formațiuni endemice de grozamă, Matorral arborescenți cu Laurus nobilis, Pajiști oro-iberice cu Festuca indigesta, Formațiuni ierboase bogate în specii de Nardus, dezvoltate pe substraturi silicioase în zone montane (și în zone submontane, în Europa continentală), Pajiști cu Molinia pe soluri calcaroase, turboase sau argilos-nămoloase, Liziere de ierburi înalte hidrofile de câmpie și de nivel montan până la alpin, Fânețe de joasă altitudine, Mlaștini turboase de tranziție și turbării mișcătoare, Depresiuni pe substraturi de turbă de Rhynchosporion, Pante stâncoase silicioase cu vegetație casmofită, Roci stâncoase cu vegetație pionieră de Sedo-Scleranthion sau Sedo albi-Veronicion dillenii, Păduri de stejar sau de stejar și carpen sub-atlantice și medio-europene de Carpinion betuli, Păduri aluvionare cu Alnus glutinosa și Fraxinus excelsior (Alno-Padion, Alnion incanae, Salicion albae), Păduri de stejar galițio-portugheze cu Quercus robur și Quercus pyrenaica, Păduri de Quercus suber, Păduri de Ilex aquifolium și Păduri mediteraneene de Taxus baccata.
La baza desemnării sitului se află mai multe specii protejate:
- plante (8): Bryoerythrophyllum campylocarpu, Centaurea micrantha subsp. herminii, Festuca elegans, Festuca summilusitana, Marsupella profunda, Narcissus pseudonarcissus subsp. nobilis, Veronica micrantha și Woodwardia radicans;
- amfibieni (2): Discoglossus galganoi, Chioglossa lusitanica;
- mamifere (10): vidră de râu (Lutra lutra), liliac cu urechi mari (Myotis bechsteinii), liliac cărămiziu (Myotis emarginatus), liliac comun (Myotis myotis), liliacul mediteranean cu potcoavă (Rhinolophus euryale), liliacul mare cu potcoavă (Rhinolophus ferrumequinum), liliacul mic cu potcoavă (Rhinolophus hipposideros), liliac cârn (Barbastella barbastellus), lupul (Canis lupus), Galemys pyrenaicus;
- nevertebrate (7): Macromia splendens, rădașcă (Lucanus cervus), Margaritifera margaritifera, fluturele-tigru (Callimorpha quadripunctaria), croitorul mare al stejarului (Cerambyx cerdo), fluturele auriu (Euphydryas aurinia), Geomalacus maculosus
- pești (2): Pseudochondrostoma duriense, Rutilus arcasii;
- păsări (51): rândunică (Hirundo rustica), capîntors (Jynx torquilla), sfrâncioc roșiatic (Lanius collurio), ciocârlie de pădure (Lullula arborea), privighetoare (Luscinia megarhynchos), gaia neagră (Milvus migrans), mierlă de piatră (Monticola saxatilis), muscar sur (Muscicapa striata), pietrar sur (Oenanthe oenanthe), grangur (Oriolus oriolus),, ciuf-pitic (Otus scops), viespar (Pernis apivorus), codroș de pădure (Phoenicurus phoenicurus), pitulice de munte (Phylloscopus bonelli), Phylloscopus ibericus, pitulice-fluierătoare (Phylloscopus trochilus), Prunella collaris, Pyrrhocorax pyrrhocorax, aușel cu cap galben (Regulus regulus), mărăcinar (Saxicola rubetra), sitar de pădure (Scolopax rusticola), turturică (Streptopelia turtur), silvie de zăvoi (Sylvia borin), Silvie roșcată (Sylvia cantillans), silvie de câmp (Sylvia communis), silvie de tufiș (Sylvia undata), Sturzul viilor (Turdus iliacus), sturz (Turdus pilaris), nagâț (Vanellus vanellus), pescăruș albastru (Alcedo atthis), fâsă-de-câmp (Anthus campestris), fâsă de luncă (Anthus pratensis), fâsă de pădure (Anthus trivialis), lăstunul mare (Apus apus), acvilă de munte (Aquila chrysaetos), vultur, bufniță (Bubo bubo), caprimulg (Caprimulgus europaeus), scatiu (Carduelis spinus), șerpar (Circaetus gallicus), erete vânăt (Circus cyaneus), erete cenușiu (Circus pygargus), Clamator glandarius (Clamator glandarius), prepeliță (Coturnix coturnix), cuc (Cuculus canorus), lăstun de casă (Delichon urbica), presură galbenă (Emberiza citrinella), presură de grădină (Emberiza hortulana), șoimul rândunelelor (Falco subbuteo), muscar negru (Ficedula hypoleuca), Hippolais polyglotta (Hippolais polyglotta), șoim călător (Falco peregrinus);
- reptile (3): Lacerta schreiberi, Mauremys leprosa, Emys orbicularis

Pe lângă speciile protejate, pe teritoriul sitului au mai fost identificate 107 specii de plante, 21 de mamifere, 9 amfibieni, 9 reptile și 2 pești.